# Kuriacziwka (hromada Markiwka)
Kuriacziwka (ukr. Курячівка) – wieś na Ukrainie, w obwodzie ługańskim, w rejonie starobielskim, w hromadzie Markiwka. W 2001 liczyła 627 mieszkańców, spośród których 599 wskazało jako ojczysty język ukraiński, a 28 rosyjski.